# Kergrist-Moëlou
 Kergrist-Moëlou  (en bretón Kergrist-Moeloù) es una población y comuna francesa, situada en la región de Bretaña, departamento de Côtes-d'Armor, en el distrito de Guingamp y cantón de Rostrenen.

## Demografía
| 1185 | 1092 | 854 | 722 | 685 | 692 | 668 |
| Para los censos de 1962 a 1999 la población legal corresponde a la población sin duplicidades (Fuente: INSEE [Consultar]) |      |     |     |     |     |     |